# Berättelser för vilsekomna
Berättelser för vilsekomna är en novellsamling av Artur Lundkvist utgiven 1961.
Den består av sjutton noveller från skilda miljöer och tidsepoker. Inledande Jerikos fall, som återberättar en historia från Gamla Testamentet, kan sägas vara ett förspel till de historiska romaner som Lundkvist skrev under den senare delen av 1960-talet och 1970-talet. Boken innehåller också en novell om William Blake och en del reseintryck, bland annat en skildring av en tågresa genom Kina och Sibirien.

## Innehåll
- Jerikos fall
- Mannen som ville bli gud
- Mycket vatten
- Flickan från slättlandet
- Liten kvinna, många barn
- Granar och grannar
- Lång vandring mot nattlig måltid
- Gästerna i halmstacken
- Begravningen
- Arno i parken
- Harr
- Solmannen
- Sibirien
- Den fulländade hustrun
- Vänskapen
- Anteckningar från Kuwar
- Blåsigt möte med William Blake